# Simulium zombaense
Simulium zombaense es una especie de insecto del género Simulium, familia Simuliidae, orden Diptera.

## Distribución
Se distribuye por Malaui.

## Taxonomía
Fue descrita científicamente por Freeman & Meillon, 1953. Fue publicada en Simuliidae of the Ethiopian Region. 224 pp..